# Sint-Nicolaasmaar
Het Sint-Nicolaasmaar is een brede watergang (maar) ten westen van Westerdijkshorn, tussen dit dorp en de Oude Ae.
Oorspronkelijk waterde het af naar het westen naar de molen van de Westerdijkshornerpolder. In de jaren 70 is de afstroomrichting omgekeerd, als gevolg de bouw van het gemaal Haandijk bij het Boterdiep.
Het water zou zijn naam te danken hebben aan het verhaal dat Sinterklaas via de watergang naar het dorp zou varen.